# Cristina
Cristina este un nume de botez feminin, care se poate referi la:

## Regalitate
- Cristina a Suediei, regină a Suediei
- Cristina a Danemarcei, Ducesă de Milano
- Cristina de Saxonia, regină a Danemarcei, Norvegiei și Suediei
- Cristina de Lorena, Mare Ducesă de Toscana
- Christine a Franței, Ducesă de Savoia
- Infanta Cristina a Spaniei, fiica regelui Juan Carlos I

### Geografie
- Cristina, localitate din provincia Badajoz, Spania
- Cristina, oraș în statul Minas Gerais, Brazilia
- Santa Cristina d'Aro, localitate în Catalonia, Spania

### Literatură
- Domnișoara Christina, nuvelă de Mircea Eliade și opere asociate acesteia

## Altele
- Cristina, oraș în unitatea federativă Minas Gerais, Brazilia